# Squalodon
Squalodon — вимерлий рід платаністуватих (Platanistoidea) епох олігоцену та міоцену, що належить до родини Squalodontidae. Названий Жаном-П’єром Сильвестром де Грателупом у 1840 році, спочатку вважалося, що це був ігуанодонтидний динозавр, але з тих пір його перекласифікували. Назва Squalodon походить від Squalus, роду акул. В результаті його назва означає «зуб акули». Його найближчим сучасним родичем є платаніста.

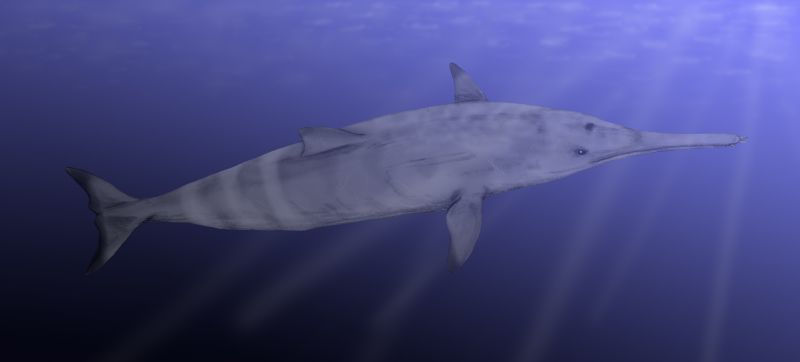
Реконструкція S. calvertensis

## Опис
Види Squalodon жили від пізнього олігоцену до середнього міоцену, приблизно від 28 до 15 мільйонів років тому. Рід Squalodon названо на честь акули Squalus, тому що їхні щічні зуби схожі на зуби акули Squalus. Найбільший вид, Squalodon whitmorei, досягав 5.5 метрів у довжину.